# ロバート・スミス (ミュージシャン)

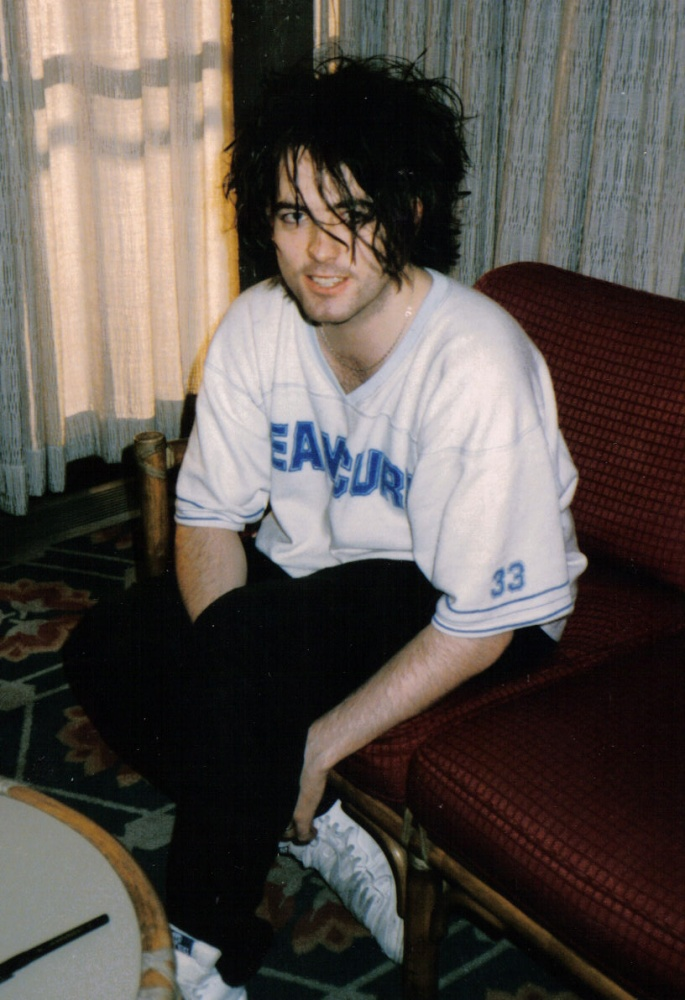
ロバート・スミス（1985年10月）

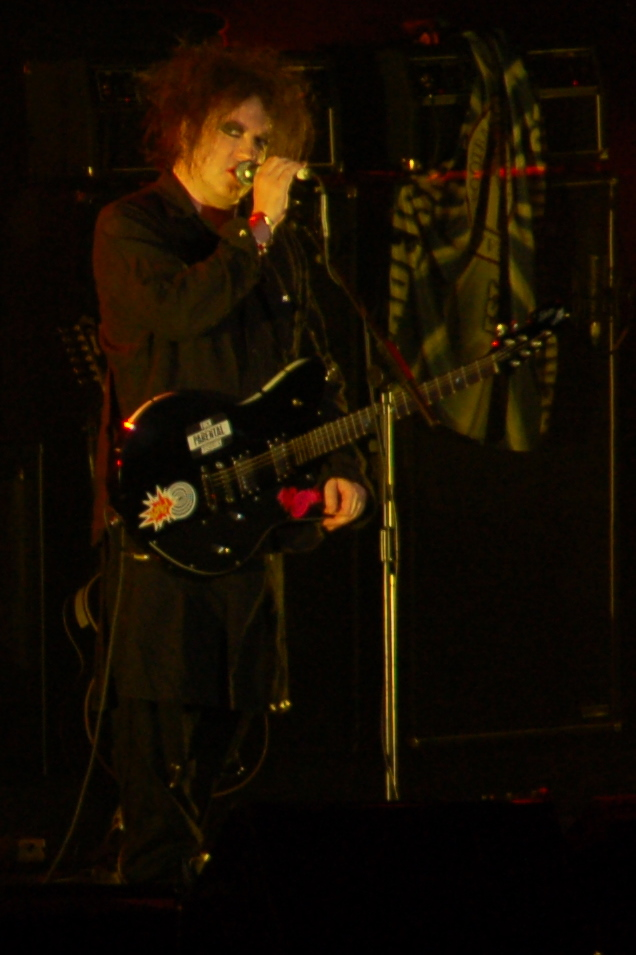
ロバート・スミス（1985年10月）

ロバート・スミス（英語: Robert Smith、1959年4月21日 - ）は、イングランドのギタリスト、ボーカル、音楽プロデューサー。ザ・キュアーのメンバー。

## ディスコグラフィ

### カルト・ヒーロー
- "I'm a Cult Hero" シングル (1979年)

### ザ・グローヴ
- 『ブルー・サンシャイン』 - Blue Sunshine (1983年、Wonderland/Polydor)

### スージー・アンド・ザ・バンシーズ
- 『ノクターン』 - Nocturne (1983年) ※2枚組ライブ・アルバム
- 『ハイエナ』 - Hyaena (1984年)

### ソロ
- "Pictures of You (Paul Mac Remix)" (ザ・キュアーのカバー) (2004年) ※映画『One Perfect Day』サウンドトラック収録
- "Very Good Advice" (キャサリン・ボーモントのカバー) (2010年) ※映画『アリス・イン・ワンダーランド』のサウンドトラック・アルバム『オールモスト・アリス』収録
- "Small Hours" (ジョン・マーティンのカバー) (2011年) ※トリビュート・アルバム『Johnny Boy Would Love This』収録
- "Witchcraft" (フランク・シナトラのカバー) (2012年) ※映画『フランケンウィニー』サウンドトラック収録